# Philarctus reinigi
Philarctus reinigi är en nattsländeart som beskrevs av Georg Ulmer 1940. Philarctus reinigi ingår i släktet Philarctus och familjen husmasknattsländor. Inga underarter finns listade i Catalogue of Life.